# 舎人村 (鳥取県)
舎人村（とねりそん）は、かつて鳥取県の中部東伯郡に属していた村。

## 概要
1952年（昭和27年）当時の人口は1,847人、世帯数330、面積13.25 km2。
1889年（明治22年）10月に河村郡内（当時）の藤津・宮内・野方（のかた）・白石・方地（ほうじ）・漆原・北福の7か村が合併して成立した。隣接する松崎村が近隣地域の商工業の中心であったため、あまり商工業が盛んにならなかった。一方、農業は舎人川流域に位置していることから盛んであり、村内に広大な水田地帯を形成していた。また、山の斜面を利用してこの地域の特産品の梨の栽培が広く行われており各地に出荷されていた。
1953年（昭和28年）4月1日、東郷松崎町・花見村と合併、東郷町が成立し消滅した。

## 村名の由来
この地域は古来、（注）有力な首長がいたとされ一族より天皇や皇族に雑用人として仕える舎人を出したことが由来とされている。また、平安時代の『和名抄』には「伯耆国河村郡舎人郷」とあり、また江戸時代の「元文2年村分帳」には舎人村全域と泊村の原が舎人郷と記されており、古来よりこの地域が「舎人」と呼ばれていたことが分かる。
- （注）舎人地区には平安時代以前の創建とされる伯耆国一宮の倭文神社、奈良時代の野方・弥陀ヶ平（みだがなる）廃寺跡があり、また、この地域に限らず東郷池一帯には古墳が数多く分布していることから東郷池周辺には古代より中央の大和朝廷と何らかのつながりのある有力首長がいたと推定されている。

## 沿革
- 1889年（明治22年）10月1日 - 町村制実施により藤津村・宮内村・野方村・白石村・方地村・漆原村・北福村の区域をもって舎人村が発足。旧村名を継承した7大字を編成し、役場を大字方地村に設置。
- 1890年（明治23年）1月 - 舎人村警察官駐在所が設置される。
- 1896年（明治29年）4月1日 - 河村郡・久米郡・八橋郡が合併して東伯郡が成立する。
- 1914年（大正3年）11月1日、「舎人村大字○○村」から大字の「村」を削除し、「舎人村大字○○」と改称[2]。
- 1915年（大正4年）12月11日 - 倭文神社の境内で経塚が発掘される。
- 1920年（大正9年）4月15日 - 伯耆一ノ宮経塚からの出土品が古社寺保存法に基づく国宝に指定される。
- 1925年（大正14年）
  - 1月20日 - 舎人村婦人会が設立される。
  - 12月 - 舎人園芸組合が設立される。
- 1934年（昭和9年）
  - 舎人尋常高等小学校で学校給食が開始される。
  - 舎人園芸組合、梨の共同選果場を新築する。
- 1935年（昭和10年）12月24日 - 伯耆一ノ宮経塚が国の史跡に指定される。
- 1944年（昭和19年）1月 - 舎人村農業会が発足する。
- 1947年（昭和22年）4月29日 - 舎人村・松崎村・東郷村の組合立東郷中学校が開校する。
- 1948年（昭和23年）4月 - 舎人村農業協同組合が設立される。
- 1952年（昭和27年）11月1日 - 舎人村教育委員会が発足する。
- 1953年（昭和28年）4月1日 - 東郷松崎町・花見村と合併、東郷町が成立。同日舎人村廃止。

## 行政

### 歴代村長
| 代         | 氏名       | 就任年月日                 | 退任年月日                 | 備考 |
| ---------- | ---------- | -------------------------- | -------------------------- | ---- |
| 初         | 遠藤文平   | 1889年（明治22年）10月27日 | 不詳                       |      |
| 2          | 伊藤清六   | 1891年（明治24年）10月6日  | 不詳                       |      |
| 3          | 河原卯之次 | 1894年（明治27年）12月5日  | 不詳                       |      |
| 4          | 山本左太郎 | 1895年（明治28年）6月22日  | 不詳                       |      |
| 5          | 福井嘉市   | 1896年（明治29年）2月6日   | 不詳                       |      |
| 6          | 福井米治郎 | 1897年（明治30年）2月16日  | 不詳                       |      |
| 7          | 遠藤文平   | 1897年（明治30年）10月5日  | 不詳                       |      |
| 8          | 佐々木健明 | 1902年（明治35年）2月5日   | 1905年（明治38年）11月2日  |      |
| 9          | 山本左太郎 | 1905年（明治38年）11月9日  | 1912年（明治45年）2月22日  |      |
| 10         | 佐々木健明 | 1912年（明治45年）3月6日   | 1916年（大正5年）3月5日    |      |
| 11         | 福井米治郎 | 1916年（大正5年）7月28日   | 1916年（大正5年）8月4日    |      |
| 12         | 岡本為吉   | 1916年（大正5年）9月13日   | 1917年（大正6年）9月15日   |      |
| 13         | 福楽熊太郎 | 1917年（大正6年）9月28日   | 1919年（大正8年）10月2日   |      |
| 14         | 下山金蔵   | 1919年（大正8年）11月8日   | 1920年（大正9年）11月11日  |      |
| 15         | 本荘増蔵   | 1920年（大正9年）12月23日  | 1930年（昭和5年）8月23日   |      |
| 16         | 岡本為吉   | 1930年（昭和5年）9月3日    | 1934年（昭和9年）9月2日    |      |
| 17         | 本荘増蔵   | 1934年（昭和9年）9月25日   | 1946年（昭和21年）10月10日 |      |
| 18         | 山田信春   | 1946年（昭和21年）10月28日 | 1949年（昭和24年）3月23日  |      |
| 19         | 本荘英博   | 1949年（昭和24年）4月29日  | 1953年（昭和28年）3月31日  |      |
| 参考文献 - |            |                            |                            |      |

## 交通
- 山陰本線：駅は無し（最寄りは松崎駅）